# 荒岛求生

玩家在游戏中探索环境

《荒岛求生》是由澳大利亚Beam Team Games工作室开发的生存遊戲。

## 发布
訴說遊戲宣布将于2018年10月在PlayStation 4和Xbox One平台上发布此游戏。2018年9月，该公司宣布将关闭其大部分工作室，该公司旗下的Beam Team Games表示将尽其所能按时发布该游戏的主机版本。2020年1月29日，Beam Team Games在其推特上宣布该游戏的主机版本将于3月底发布，最迟也将于4月初发布。 在2020年4月21日，该游戏正式发布PlayStation 4和Xbox One版本。